# Chiesa di Maria Santissima Assunta in Cielo (Napoli)
La chiesa di Maria Santissima Assunta in Cielo è un luogo di culto cattolico di Napoli.
Si erge in una delle zone più popolose e celebri della città: i Quartieri Spagnoli, non lontano dalla ben più nota chiesa della Santissima Trinità degli Spagnoli.
Non vi sono molte informazioni circa la storia di quest'edificio; di certo si sa che venne fondato nel XVII secolo e che fu Giovanni Sarnelli (scolaro di Paolo De Matteis) a realizzare il dipinto che tuttora sormonta l'altare maggiore. Il tempio ha il suo ingresso principale in Salita Trinità degli Spagnoli, dove vi è il portale in piperno e la porta lignea inglobati in un edificio d'abitazione. Qui abitò e morì, nel 1849, Pietro Bianchi, architetto della Basilica di San Francesco di Paola in piazza del Plebiscito.